# پارک اون سوک
پارک اون سوک (کره‌ای: 박은석؛ متولد ۱۰ فوریه ۱۹۸۴) بازیگر کره جنوبی است. وی بیشتر بخاطر کار در تئاتر شهرت دارد و همچنین با بازی درخشانش در درام تلویزیونی ۲۰۲۰ پنت هاوس: جنگ در زندگی شناخته می‌شود.